# Sonar Kella
Sonar Kella è un film del 1974 diretto da Satyajit Ray.